# Syndrome de Plummer-Vinson
 (septembre 2012).
 Mise en garde médicale
Décrit dans les années 1910,, le syndrome de Plummer-Vinson aussi nommé « syndrome de Kelly-Paterson » est une maladie rare d’étiologie inconnue touchant surtout les femmes vers la quarantaine. Elle associe les signes suivants : une anémie ferriprive, une dysphagie et la présence de membranes oesophagiennes.

## Histoire de sa description
Ce syndrome a été décrit pour la première fois par Henry Plummer à Chicago en 1912 puis par Port Vinson à Philadelphie en 1919. Donald Ross Paterson et Adam Brown-Kelly publièrent séparément sur le sujet en 1919 à Londres. Même si les médecins britanniques l’appellent parfois le « syndrome de Patterson-Brown-Kelly », on a tendance maintenant à l’appeler le « syndrome de Plummer-Vinson » des deux côtés de l’Atlantique.

## Signes physiques et symptômes
- La dysphagie est lentement progressive ou intermittente, indolore et n’intéresse que les aliments solides, elle est parfois associée à une perte de poids. Elle est peut-être due à la présence de membranes œsophagiennes.
- Les signes de l’anémie (asthénie, pâleur, tachycardie) peuvent être au premier plan.
- Des lésions buccales et unguéales (glossite, perlèche et koïlonychie) sont parfois observées.

## Épidémiologie
Ce syndrome semble très rare, sa fréquence exacte dans la population reste indéterminée. Le terrain de prédilection est la femme caucasienne, entre 40 et 70 ans, mais ce syndrome a été retrouvé chez des enfants et des adolescents.

## Physiopathologie
Il est caractérisé par la formation d'un anneau au niveau de l'œsophage cervical (repli membraneux au-dessous de la jonction pharyngo-œsophagienne). Le vrai risque de ce syndrome est son association avec un cancer de la partie supérieure de l’œsophage.
La carence en fer semble être la cause majeure de ce syndrome. Le traitement est basé sur la supplémentation en fer. Des dilatations œsophagiennes sont nécessaires en cas d’obstruction de l’œsophage par des membranes.
Les personnes atteintes de ce syndrome doivent bénéficier d’une surveillance régulière en raison des risques de développer un cancer épidermoïde de l’œsophage ou du pharynx.